# 여성상위시대 (1985년 영화)
《여성상위시대》(영어: Just One of the Guys)는 1985년 개봉한 미국의 10대 코미디 영화이다.
신문사 인턴에 떨어진 여학생이 그 원인을 자신이 여자라서 그랬다고 생각하고, 남자로 살기 위해 이웃 학교에 남장하고 들어가면서 벌어지는 하이틴 코미디물이다. 셰익스피어의 《십이야》를 현대적으로 각색한 작품으로, 리사 고틀리브 감독이 연출했다. 조이스 하이저가 주인공 테리 역을 맡았다.

## 줄거리
피닉스에 사는 10대 저널리스트 지망생 테리 그리피스는 자신의 외모 때문에 선생님들이 자신의 기사를 진지하게 받아들이지 않는다고 느낀다. 신문사 인턴 자리를 얻는 데 실패한 후, 테리는 자신이 여자이기 때문이라고 결론짓는다. 부모님이 2주간의 카리브해 휴가를 떠난 사이, 테리는 남장을 하고 다른 고등학교에 '테리'라는 이름으로 등록한다. 이 사실을 아는 사람은 성에 집착하는 남동생 버디와 절친 데니스뿐이다. 첫날, 테리는 어색한 전학생 릭 모어하우스를 만나 호감을 느낀다. 릭과 가까워지기 위해 테리는 릭의 이미지 변신을 돕고 여자들에게 말 걸도록 격려한다. 학교 안팎에서 여러 사건을 겪으며, 테리는 몸짱 불량배 그렉 톨란에게 시달리고, 남자친구 케빈과 갈등을 겪고, 새 여자친구 후보인 샌디와 소개팅도 한다. 결국 '남자들 중 하나'로 받아들여진다.
졸업 파티에서 질투심에 불타는 그렉이 릭에게 싸움을 걸지만, 릭은 반 친구들 앞에서 그렉을 제압한다. 이때 테리의 남자친구가 예기치 않게 등장해 테리의 남장 사실을 알게 되자, 릭은 테리가 동성애자라고 오해한다. 이를 해명하기 위해 테리는 셔츠를 열어 가슴을 드러낸다. 릭에게 사랑을 고백하지만 릭은 테리를 거절하고, 테리는 모두 앞에서 릭에게 키스한다. 릭은 당황한 학생들을 달래듯 테리에게 '가슴이 있다'고 말하고 파티장을 떠난다.
상심한 테리는 자신의 방으로 돌아가 남장을 하면서 겪은 모든 경험을 담아 긴 기사를 쓴다. 테리가 다시 학교에 돌아간 후, 그녀의 기사가 신문에 실리자 높은 평가를 받고 꿈에 그리던 신문사에서 일하게 된다. 하지만 파티 이후로 말을 하지 않는 릭을 여전히 그리워한다. 여름 어느 날, 테리의 기사를 읽은 릭이 갑자기 찾아온다. 서로의 진심을 확인한 둘은 화해하고 데이트를 계획한다. 테리의 차를 타고 드라이브를 가기로 하지만 버디가 합류하려는 순간, 매력적인 금발 여자가 오토바이를 타고 나타나 버디에게 미소를 짓는다. 버디는 여자의 오토바이 뒷좌석에 올라타고, 두 커플은 행복하게 각자의 길을 떠난다.

## 출연진
- 조이스 하이저 - 테리 그리피스
- 클레이턴 로너 - 릭 모어하우스
- 빌리 재커비 - 버디 그리피스
- 토니 허드슨 - 데니즈
- 윌리엄 자브카 - 그레그 톨런
- 리 매클로스키 - 케빈
- 셰릴린 펜 - 샌디
- 아리 그로스 - 윌리
- 케네스 티거 - 레이메이커

## 같이 보기
- 쉬즈 더 맨
- 발렌타인 (1993년 영화)